# انتخابات مجلس المستشارين المغربي 2015

نتائج الانتخابات

انتخابات مجلس المستشارين المغربي هي الانتخابات التي جرت في الثاني من أكتوبر 2015 وتهم تجديد أعضاء الغرفة الثانية من البرلمان المغربي.
وتهم هذه الانتخابات انتخاب 120 عضو برلماني مستشار، يوزعون على مجالس الجهات ومجالس الجماعات والعمالات والأقاليم، وكذا المنظمات المشغلة الأكثر تمثيلية وممثلي المأجورين.

## توزيع المقاعد
جرى تحيين المادة الأولى من القانون التنظيمي رقم 11-28 عبر قانون 15-32 لتتلائم مع التوزيع العادل والمطابق للتقسيم الجديد لجهات المغرب.

### مقاعد الجماعات الترابية
ويقصد بهيئة الجماعات الترابية، المستشارين المنتخبين وأعضاء مجالس الجهات الذين حققوا عضوية مجالس الجماعات والمجلس الجهوي في الانتخابات الجماعية والجهوية المغربية 2015 الاخيرة. ولهم الحق التصويت على ممثليهم والترشح لعضوية مجلس المستشارين.
| انتخابات مجلس المستشارين أكتوبر 2015 | انتخابات مجلس المستشارين أكتوبر 2015         | انتخابات مجلس المستشارين أكتوبر 2015         | انتخابات مجلس المستشارين أكتوبر 2015         | انتخابات مجلس المستشارين أكتوبر 2015         | انتخابات مجلس المستشارين أكتوبر 2015 |
| الجهة                                | عدد المقاعد المخصصة لممثلي الجماعات الترابية | عدد المقاعد المخصصة لممثلي الجماعات الترابية | عدد المقاعد المخصصة لممثلي الجماعات الترابية | عدد المقاعد المخصصة لممثلي الجماعات الترابية |                                      |
| الجهة                                | المجلس الجهوي                                | المجالس الجماعية ومجالس العمالات والأقاليم   |                                              |                                              |                                      |
| توزيع المقاعد                        | توزيع المقاعد                                | توزيع المقاعد                                | توزيع المقاعد                                | توزيع المقاعد                                | توزيع المقاعد                        |
| ------------------------------------ | -------------------------------------------- | -------------------------------------------- | -------------------------------------------- | -------------------------------------------- | ------------------------------------ |
| جهة طنجة تطوان الحسيمة               | 2                                            | 5                                            |                                              |                                              |                                      |
| جهة الشرق                            | 2                                            | 4                                            |                                              |                                              |                                      |
| جهة فاس مكناس                        | 2                                            | 5                                            |                                              |                                              |                                      |
| جهة الرباط سلا القنيطرة              | 2                                            | 5                                            |                                              |                                              |                                      |
| جهة بني ملال خنيفرة                  | 2                                            | 4                                            |                                              |                                              |                                      |
| جهة الدار البيضاء سطات               | 2                                            | 6                                            |                                              |                                              |                                      |
| جهة مراكش أسفي                       | 2                                            | 5                                            |                                              |                                              |                                      |
| جهة درعة تافيلالت                    | 2                                            | 4                                            |                                              |                                              |                                      |
| جهة سوس ماسة                         | 2                                            | 4                                            |                                              |                                              |                                      |
| جهة كلميم واد نون                    | 2                                            | 2                                            |                                              |                                              |                                      |
| جهة العيون الساقية الحمراء           | 2                                            | 2                                            |                                              |                                              |                                      |
| جهة الداخلة وادي الذهب               | 2                                            | 2                                            |                                              |                                              |                                      |
| المجموع                              | 24                                           | 48                                           |                                              |                                              |                                      |
| 72 مقعد                              |                                              |                                              |                                              |                                              |                                      |

### مقاعد الغرف المهنية
وهم الاعضاء المنتخبين في الغرف المهنية الأربع والفئات المنبثقة عنها، وهم غرف الصناعة والتجارة والخدمات، غرف الصيد البحري، غرف الفلاحة، غرف الصناعة التقليدية.
| انتخابات مجلس المستشارين أكتوبر 2015     | انتخابات مجلس المستشارين أكتوبر 2015     | انتخابات مجلس المستشارين أكتوبر 2015     | انتخابات مجلس المستشارين أكتوبر 2015     | انتخابات مجلس المستشارين أكتوبر 2015     | انتخابات مجلس المستشارين أكتوبر 2015     | انتخابات مجلس المستشارين أكتوبر 2015     | انتخابات مجلس المستشارين أكتوبر 2015     | انتخابات مجلس المستشارين أكتوبر 2015     | انتخابات مجلس المستشارين أكتوبر 2015     | انتخابات مجلس المستشارين أكتوبر 2015     | انتخابات مجلس المستشارين أكتوبر 2015     |         |
| عدد المقاعد المخصصة لممثلي الغرف المهنية | عدد المقاعد المخصصة لممثلي الغرف المهنية | عدد المقاعد المخصصة لممثلي الغرف المهنية | عدد المقاعد المخصصة لممثلي الغرف المهنية | عدد المقاعد المخصصة لممثلي الغرف المهنية | عدد المقاعد المخصصة لممثلي الغرف المهنية | عدد المقاعد المخصصة لممثلي الغرف المهنية | عدد المقاعد المخصصة لممثلي الغرف المهنية | عدد المقاعد المخصصة لممثلي الغرف المهنية | عدد المقاعد المخصصة لممثلي الغرف المهنية | عدد المقاعد المخصصة لممثلي الغرف المهنية | عدد المقاعد المخصصة لممثلي الغرف المهنية |         |
| الغرف الفلاحية                           | الغرف الفلاحية                           | الغرف الفلاحية                           | غرف الصناعة والتجارة والخدمات            | غرف الصناعة والتجارة والخدمات            | غرف الصناعة والتجارة والخدمات            | غرف الصناعة التقليدية                    | غرف الصناعة التقليدية                    | غرف الصناعة التقليدية                    | غرف الصيد البحري                         | غرف الصيد البحري                         | غرف الصيد البحري                         |         |
| الجهة                                    | عدد المقاعد                              | مقر الدائرة الانتخابية                   | الجهة                                    | عدد المقاعد                              | مقر الدائرة الانتخابية                   | الجهة                                    | عدد المقاعد                              | مقر الدائرة الانتخابية                   | الجهة                                    | عدد المقاعد                              | مقر الدائرة الانتخابية                   |         |
| توزيع المقاعد                            | توزيع المقاعد                            | توزيع المقاعد                            | توزيع المقاعد                            | توزيع المقاعد                            | توزيع المقاعد                            | توزيع المقاعد                            | توزيع المقاعد                            | توزيع المقاعد                            | توزيع المقاعد                            | توزيع المقاعد                            | توزيع المقاعد                            |         |
| ---------------------------------------- | ---------------------------------------- | ---------------------------------------- | ---------------------------------------- | ---------------------------------------- | ---------------------------------------- | ---------------------------------------- | ---------------------------------------- | ---------------------------------------- | ---------------------------------------- | ---------------------------------------- | ---------------------------------------- | ------- |
| جهة طنجة تطوان الحسيمة                   | 2                                        | ولاية جهة فاس مكناس                      | جهة طنجة تطوان الحسيمة                   | 2                                        | ولاية جهة طنجة تطوان الحسيمة             | جهة الشرق                                | 1                                        | ولاية جهة فاس مكناس                      | جهة طنجة تطوان الحسيمة                   | 1                                        | ولاية جهة طنجة تطوان الحسيمة             |         |
| جهة الشرق                                | 2                                        | ولاية جهة فاس مكناس                      | جهة الشرق                                | 2                                        | ولاية جهة طنجة تطوان الحسيمة             | جهة فاس مكناس                            | 1                                        | ولاية جهة فاس مكناس                      | جهة الشرق                                | 1                                        | ولاية جهة طنجة تطوان الحسيمة             |         |
| جهة فاس مكناس                            | 2                                        | ولاية جهة فاس مكناس                      | جهة فاس مكناس                            | 2                                        | ولاية جهة طنجة تطوان الحسيمة             | جهة طنجة تطوان الحسيمة                   | 1                                        | ولاية جهة الرباط سلا القنيطرة            | جهة الرباط سلا القنيطرة                  | 1                                        | ولاية جهة طنجة تطوان الحسيمة             |         |
| جهة الرباط سلا القنيطرة                  | 2                                        | ولاية جهة بني ملال خنيفرة                | جهة الرباط سلا القنيطرة                  | 2                                        | ولاية جهة الدار البيضاء سطات             | جهة الرباط سلا القنيطرة                  | 1                                        | ولاية جهة الرباط سلا القنيطرة            | جهة الدار البيضاء سطات                   | 1                                        | ولاية جهة طنجة تطوان الحسيمة             |         |
| جهة بني ملال خنيفرة                      | 2                                        | ولاية جهة بني ملال خنيفرة                | جهة بني ملال خنيفرة                      | 2                                        | ولاية جهة الدار البيضاء سطات             | جهة بني ملال خنيفرة                      | 1                                        | ولاية جهة جهة الدار البيضاء سطات         | جهة مراكش أسفي                           | 1                                        | ولاية جهة سوس ماسة                       |         |
| جهة الدار البيضاء سطات                   | 2                                        | ولاية جهة بني ملال خنيفرة                | جهة الدار البيضاء سطات                   | 2                                        | ولاية جهة الدار البيضاء سطات             | جهة الدار البيضاء سطات                   | 1                                        | ولاية جهة جهة الدار البيضاء سطات         | جهة سوس ماسة                             | 1                                        | ولاية جهة سوس ماسة                       |         |
| جهة مراكش أسفي                           | 2                                        | ولاية جهة سوس ماسة                       | جهة مراكش أسفي                           | 1                                        | ولاية جهة مراكش أسفي                     | جهة مراكش أسفي                           | 1                                        | ولاية جهة مراكش أسفي                     | جهة كلميم واد نون                        | 1                                        | ولاية جهة سوس ماسة                       |         |
| جهة درعة تافيلالت                        | 2                                        | ولاية جهة سوس ماسة                       | جهة درعة تافيلالت                        | 1                                        | ولاية جهة مراكش أسفي                     | جهة درعة تافيلالت                        | 1                                        | ولاية جهة مراكش أسفي                     | جهة العيون الساقية الحمراء               | 1                                        | ولاية جهة سوس ماسة                       |         |
| جهة سوس ماسة                             | 2                                        | ولاية جهة سوس ماسة                       | جهة سوس ماسة                             | 1                                        | ولاية جهة سوس ماسة                       | جهة سوس ماسة                             | 1                                        | ولاية جهة مراكش أسفي                     | جهة الداخلة وادي الذهب                   | 1                                        | ولاية جهة سوس ماسة                       |         |
| جهة كلميم واد نون                        | 1                                        | ولاية جهة العيون الساقية الحمراء         | جهة كلميم واد نون                        | 1                                        | ولاية جهة سوس ماسة                       | جهة كلميم واد نون                        | 1                                        | ولاية جهة العيون الساقية الحمراء         |                                          |                                          |                                          |         |
| جهة العيون الساقية الحمراء               | 1                                        | ولاية جهة العيون الساقية الحمراء         | جهة العيون الساقية الحمراء               | 1                                        | ولاية جهة سوس ماسة                       | جهة العيون الساقية الحمراء               | 1                                        | ولاية جهة العيون الساقية الحمراء         |                                          |                                          |                                          |         |
| جهة الداخلة وادي الذهب                   | 1                                        | ولاية جهة العيون الساقية الحمراء         | جهة الداخلة وادي الذهب                   | 1                                        | ولاية جهة سوس ماسة                       | جهة الداخلة وادي الذهب                   | 1                                        | ولاية جهة العيون الساقية الحمراء         |                                          |                                          |                                          |         |
| المجموع                                  | 20 مقعد                                  | 20 مقعد                                  | 20 مقعد                                  | 20 مقعد                                  | 20 مقعد                                  | 20 مقعد                                  | 20 مقعد                                  | 20 مقعد                                  | 20 مقعد                                  | 20 مقعد                                  | 20 مقعد                                  | 20 مقعد |

### مقاعد المنظمات المهنية للمشغلين
وخصص للمنظمات المهنية للمشغلين وهي بالأخص فروع الاتحاد العام لمقاولات المغرب 8 مقاعد وزعت على ثلاث فئات من الجهات وهي
| انتخابات مجلس المستشارين أكتوبر 2015 | انتخابات مجلس المستشارين أكتوبر 2015 | انتخابات مجلس المستشارين أكتوبر 2015 | انتخابات مجلس المستشارين أكتوبر 2015 | انتخابات مجلس المستشارين أكتوبر 2015 | انتخابات مجلس المستشارين أكتوبر 2015 |   |
| الجهة                                | المنظمات المهنية للمشغلين            | المنظمات المهنية للمشغلين            | المنظمات المهنية للمشغلين            | المنظمات المهنية للمشغلين            |                                      |   |
| الجهة                                | عدد المقاعد                          | مقر الدائرة الانتخابية               |                                      |                                      |                                      |   |
| ------------------------------------ | ------------------------------------ | ------------------------------------ | ------------------------------------ | ------------------------------------ | ------------------------------------ | - |
| جهة طنجة تطوان الحسيمة               | 2                                    | ولاية جهة طنجة تطوان الحسيمة         |                                      |                                      |                                      |   |
| جهة الشرق                            | 2                                    | ولاية جهة طنجة تطوان الحسيمة         |                                      |                                      |                                      |   |
| جهة فاس مكناس                        | 2                                    | ولاية جهة طنجة تطوان الحسيمة         |                                      |                                      |                                      |   |
| جهة الرباط سلا القنيطرة              | 2                                    | ولاية جهة طنجة تطوان الحسيمة         |                                      |                                      |                                      |   |
| جهة بني ملال خنيفرة                  | 4                                    | ولاية جهة الدار البيضاء سطات         |                                      |                                      |                                      |   |
| جهة الدار البيضاء سطات               | 4                                    | ولاية جهة الدار البيضاء سطات         |                                      |                                      |                                      |   |
| جهة مراكش أسفي                       | 4                                    | ولاية جهة الدار البيضاء سطات         |                                      |                                      |                                      |   |
| جهة درعة تافيلالت                    | 4                                    | ولاية جهة الدار البيضاء سطات         |                                      |                                      |                                      |   |
| جهة سوس ماسة                         | 2                                    | ولاية جهة سوس ماسة                   |                                      |                                      |                                      |   |
| جهة كلميم واد نون                    | 2                                    | ولاية جهة سوس ماسة                   |                                      |                                      |                                      |   |
| جهة العيون الساقية الحمراء           | 2                                    | ولاية جهة سوس ماسة                   |                                      |                                      |                                      |   |
| جهة الداخلة وادي الذهب               | 2                                    | ولاية جهة سوس ماسة                   |                                      |                                      |                                      |   |
| المجموع                              | 8                                    | 8                                    | 8                                    | 8                                    | 8                                    | 8 |

### مقاعد ممثلي المأجورين
ينتخب ممثلي المأجورين على الصعيد الوطني وخصص لهم 20 مقعدا بمجلس المستشارين.

## نتائج الإنتخابات
حصل حزب الاستقلال على المركز الأول، تلاه حزب الأصالة والمعاصرة، وحزب العدالة والتنمية لأول مرة في تاريخه يدخل كهيئة سياسية للغرفة الثانية من البرلمان. النتائج كالتالي:
| الحزب                                                               | مجموع المقاعد | مقاعد % | مؤشر تغيير المركز | المركز الحالي |
| حزب الاستقلال                                                       | 24            | 20.00   | 1                 | 1             |
| حزب الأصالة والمعاصرة                                               | 23            | 19.17   | ▼ 1               | 2             |
| حزب العدالة والتنمية                                                | 12            | 10.00   | جديد              | 3             |
| الحركة الشعبية                                                      | 10            | 8.34    |                   | 4             |
| التجمع الوطني للأحرار                                               | 8             | 6.67    | ▼ 2               | 5             |
| الاتحاد المغربي للشغل                                               | 6             | 5.00    | 3                 | 6             |
| حزب الاتحاد الاشتراكي للقوات الشعبية                                | 5             | 4.17    | ▼ 2               | 7             |
| الكونفدرالية الديمقراطية للشغل                                      | 4             | 3.33    | 5                 | 8             |
| الاتحاد الوطني للشغل بالمغرب (الذراع النقابي لحزب العدالة والتنمية) | 4             | 3.33    | 3                 | 8             |
| الاتحاد الدستوري                                                    | 3             | 2.50    | ▼ 3               | 9             |
| الحركة الديمقراطية والاجتماعية                                      | 3             | 2.50    | 1                 | 9             |
| الاتحاد العام للشغالين بالمغرب (الذراع النقابي لحزب الاستقلال)      | 3             | 2.50    | جديد              | 9             |
| حزب التقدم والاشتراكية                                              | 2             | 1.67    | ▼ 3               | 10            |
| حزب العهد الديمقراطي                                                | 1             | 0.83    | جديد              | 11            |
| حزب الإصلاح والتنمية                                                | 1             | 0.83    | جديد              | 11            |
| الفدرالية الديمقراطية للشغل (الذراع النقابي لحزب الاتحاد الاشتراكي) | 1             | 0.83    | ▼ 3               | 11            |
| المنظمة الديمقراطية للشغل                                           | 1             | 0.83    | جديد              | 11            |
| النقابة الوطنية الديمقراطية                                         | 1             | 0.83    | جديد              | 11            |
| اللامنتمون                                                          | 8             | 6.67    |                   | 5             |
| المجموع                                                             | 120           | 100     |                   |               |